# GP van Frankrijk MX3 2006
De Grote Prijs van Frankrijk 2006 in de MX3-klasse motorcross werd gehouden op 2 april 2006 op het circuit van Castelnau-de-Lévis. Het was de eerste wedstrijd van het wereldkampioenschap MX3 2006. De Fransman Yves Demaria won beide reeksen. Regerend wereldkampioen Sven Breugelmans, werd tweede in de eerste reeks, derde in de tweede reeks en tweede in de tussenstand van het wereldkampioenschap.

## Uitslag eerste reeks
| plaats | naam                | land |
| ------ | ------------------- | ---- |
| 1      | Yves Demaria        | FRA  |
| 2      | Sven Breugelmans    | BEL  |
| 3      | Julien Vanni        | FRA  |
| 4      | Enrico Oddenino     | ITA  |
| 5      | Marc Ristori        | SUI  |
| 6      | Daniele Bricca      | ITA  |
| 7      | Christian Stevanini | ITA  |
| 8      | Jan Zaremba         | CZE  |
| 9      | Michael Staufer     | AUT  |
| 10     | Saso Kragelj        | SLO  |

## Uitslag tweede reeks
| plaats | naam             | land |
| ------ | ---------------- | ---- |
| 1      | Yves Demaria     | FRA  |
| 2      | Marc Ristori     | SUI  |
| 3      | Sven Breugelmans | BEL  |
| 4      | Daniele Bricca   | ITA  |
| 5      | Michael Staufer  | AUT  |
| 6      | Julien Vanni     | FRA  |
| 7      | Enrico Oddenino  | ITA  |
| 8      | Saso Kragelji    | SLO  |
| 9      | Maxime Emery     | FRA  |
| 10     | Vincent Collet   | BEL  |

## Eindstand Grote Prijs, tevens tussenstand wereldkampioenschap
| plaats | naam                | land | punten |
| ------ | ------------------- | ---- | ------ |
| 1      | Yves Demaria        | FRA  | 50     |
| 2      | Sven Breugelmans    | BEL  | 42     |
| 3      | Marc Ristori        | SUI  | 38     |
| 4      | Julien Vanni        | FRA  | 35     |
| 5      | Daniele Bricca      | ITA  | 33     |
| 6      | Enrico Oddenino     | ITA  | 32     |
| 7      | Michael Staufer     | AUT  | 28     |
| 8      | Saso Kragelj        | SLO  | 24     |
| 9      | Jan Zaremba         | CZE  | 22     |
| 10     | Vincent Collet      | BEL  | 20     |
| 11     | Nenad Sipek         | CRO  | 20     |
| 12     | Christian Stevanini | ITA  | 16     |
| 13     | Alexandre Ivanyutin | RUS  | 16     |
| 14     | Maxime Emery        | FRA  | 12     |
| 15     | Jean Patrick Andreo | FRA  | 11     |
| 16     | Mathieu Ambeis      | FRA  | 7      |
| 17     | Roman Morozav       | UKR  | 7      |
| 18     | David Cadek         | CZE  | 7      |
| 19     | Matteo Aperio       | ITA  | 7      |
| 20     | Jérôme Hemery       | FRA  | 6      |
| 21     | Bader Manneh        | ITA  | 6      |